# Tres Cruces (Montevideo)

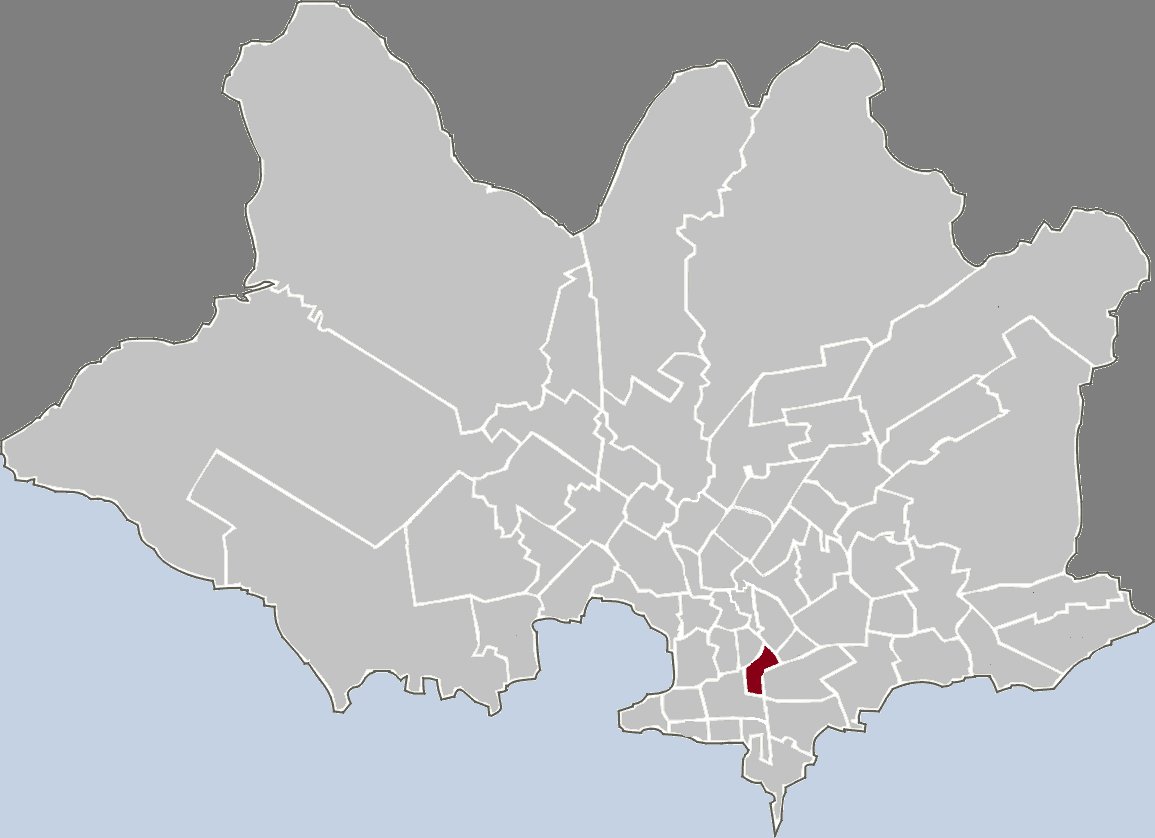
Lage von Tres Cruces in Montevideo

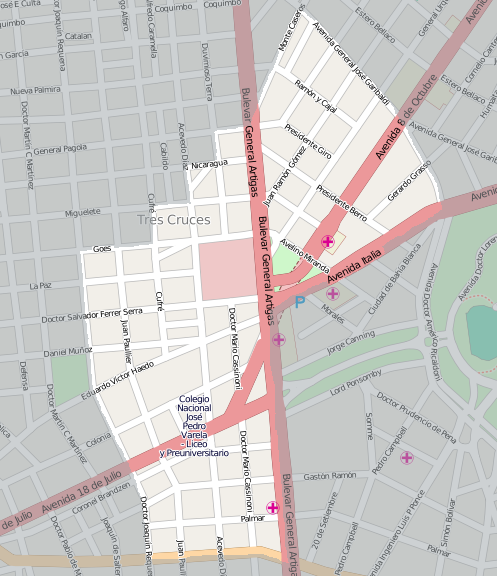
Plan von Tres Cruces

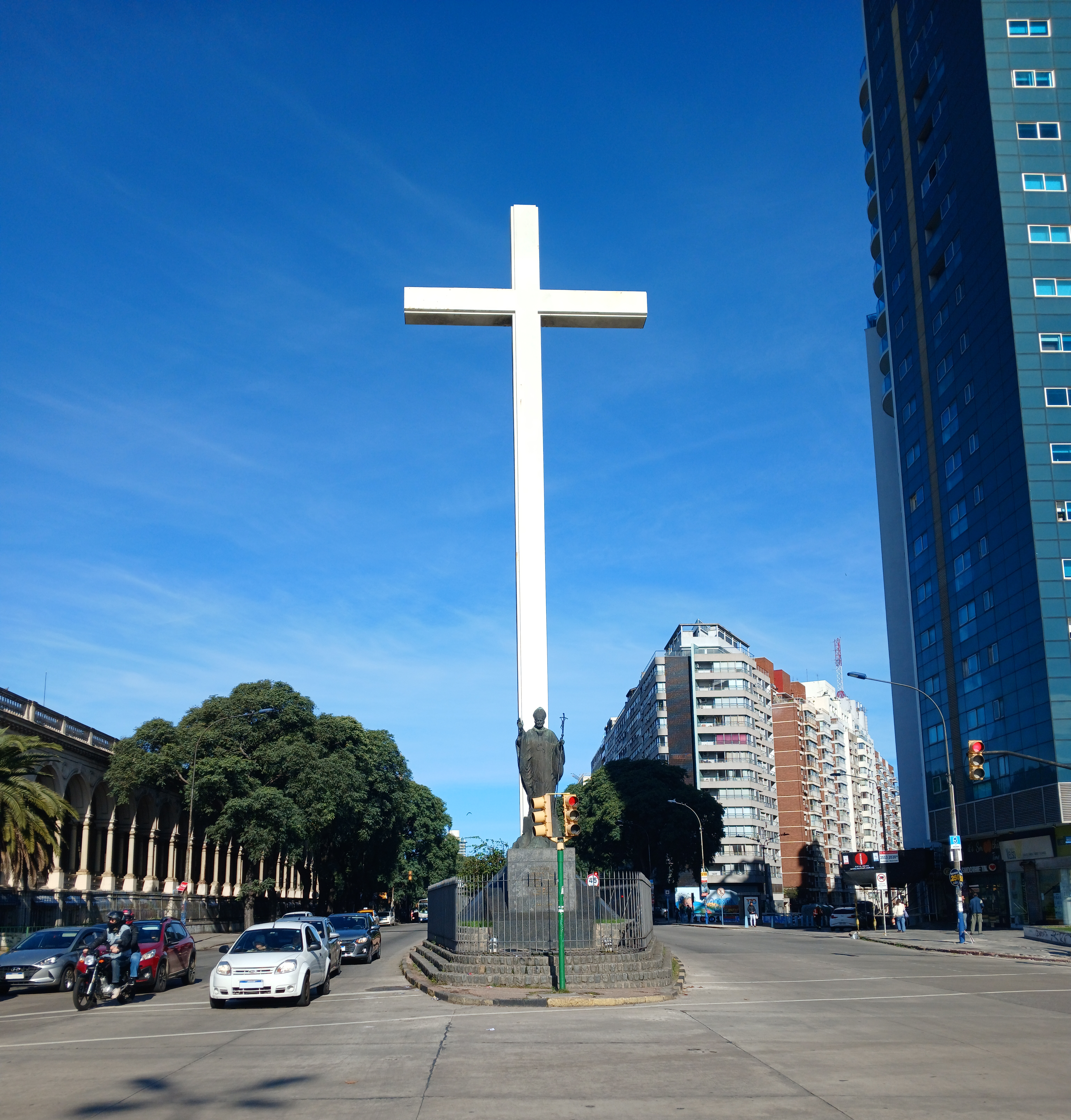
La Cruz Papal auf dem Bulevar Artigas

Tres Cruces ist ein Stadtviertel (barrio) der uruguayischen Hauptstadt Montevideo. 

## Lage
Es liegt im zentralen Kernbereich Montevideos am Schnittpunkt der drei großen Verkehrsadern der Stadt Avenida 18 de Julio, Bulevar Artigas und Avenida 8 de Octubre. Zudem befindet sich dort der Ausgangspunkt der Avenida Italia. Westlich grenzt das Barrio Cordón an, nördlich liegen La Comercial und Larrañaga. Östlich schließen La Blanqueada und Parque Batlle-Villa Dolores an. Südöstlich ist Pocitos gelegen. Das Gebiet von Tres Cruces ist den Municipios Municipio B und Municipio CH zugeordnet.

## Infrastruktur
Mit dem im barrio befindlichen Terminal Tres Cruces, verfügt der Stadtteil auch über den zentralen Verkehrsknotenpunkt des Personenfernverkehrs des Landes. Von diesem zweistöckigen Busterminal, dem ein großes Shopping-Center angeschlossen ist, fahren Busse in alle Teile des Landes, sowie die wichtigen Orte des restlichen zentralen Südamerika. Das Viertel beherbergt zudem Büro- und Wohngebäude, sowie mehrere öffentliche und private Krankenhäuser. Bedeutende Bauwerke des Viertels sind beispielsweise das Edificio Sociedad Médica Uruguaya und das Casa Juan R. Domínguez. Des Weiteren befindet sich an der Grenze zum Nachbarbarrio Parque Batlle der Obelisk von Montevideo, sowie auf dem Bulevar Artigas ein großes weißes Kreuz. Letzteres zeigt dabei den Standort der Messe, die Papst Johannes Paul II. bei seinem ersten Besuch in Uruguay 1987 dort gehalten hat.

## Herkunft des Namens und Geschichte
Der Name des Stadtteils stammt aus dem frühen neunzehnten Jahrhundert. Zu dieser Zeit, als der Staat Uruguay als solcher noch nicht bestand, wurde dort im Jahre 1813 der Congreso de Tres Cruces (auch Congreso de Abril genannt) abgehalten, in dessen Verlauf Artigas seine politischen Prinzipien (die Instrucciones del año XIII) formulierte.

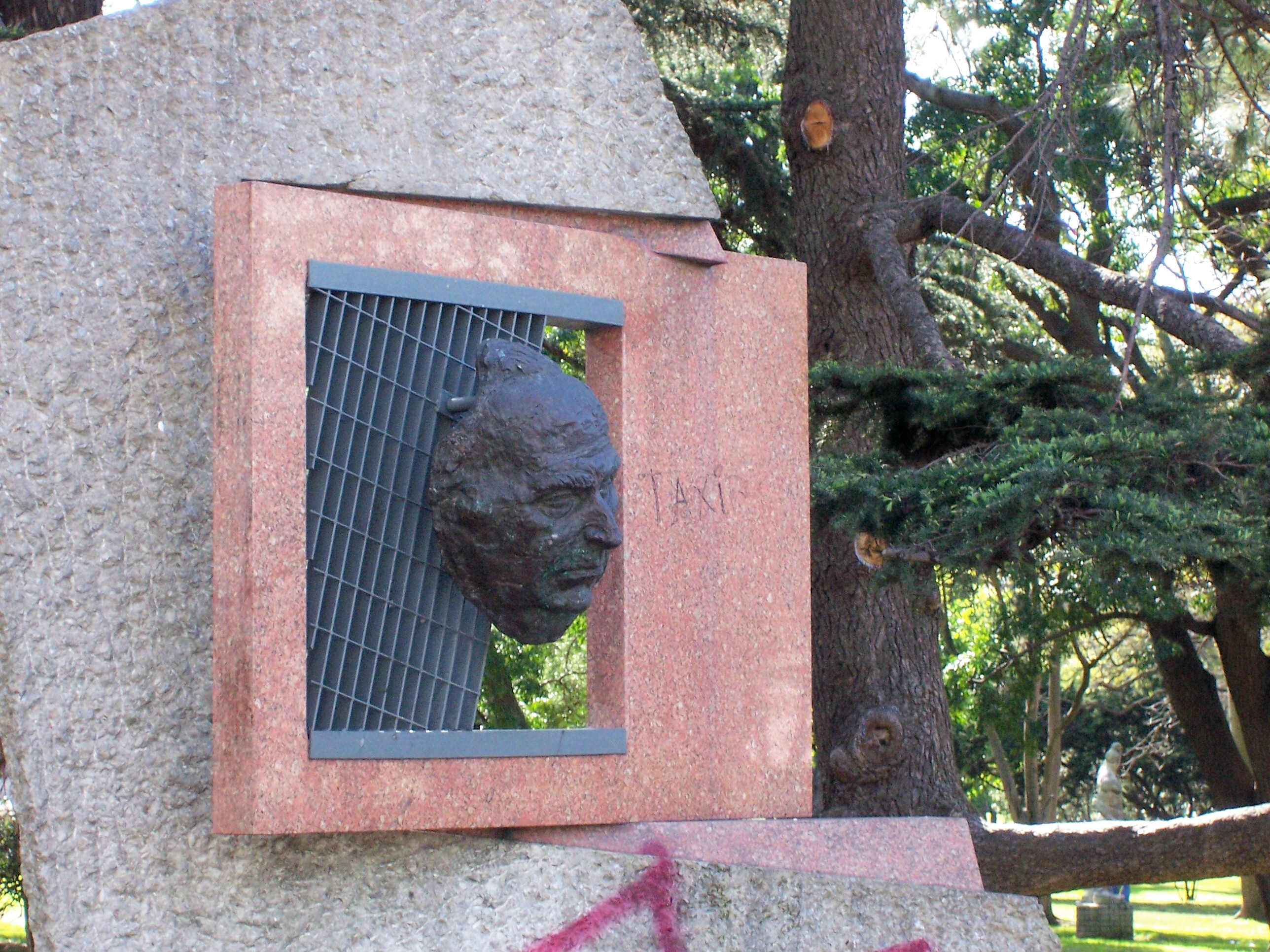
Denkmal zu Ehren des Schauspielers Alberto Candeau in der Nähe des Obelisco a los Constituyentes de 1830
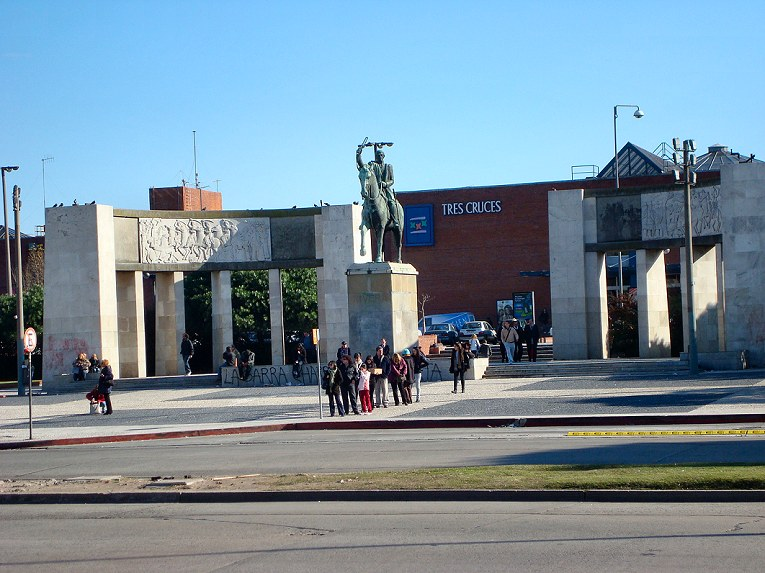
Fructuoso-Rivera-Statue vor dem Terminal Tres Cruces